# Aftersporn

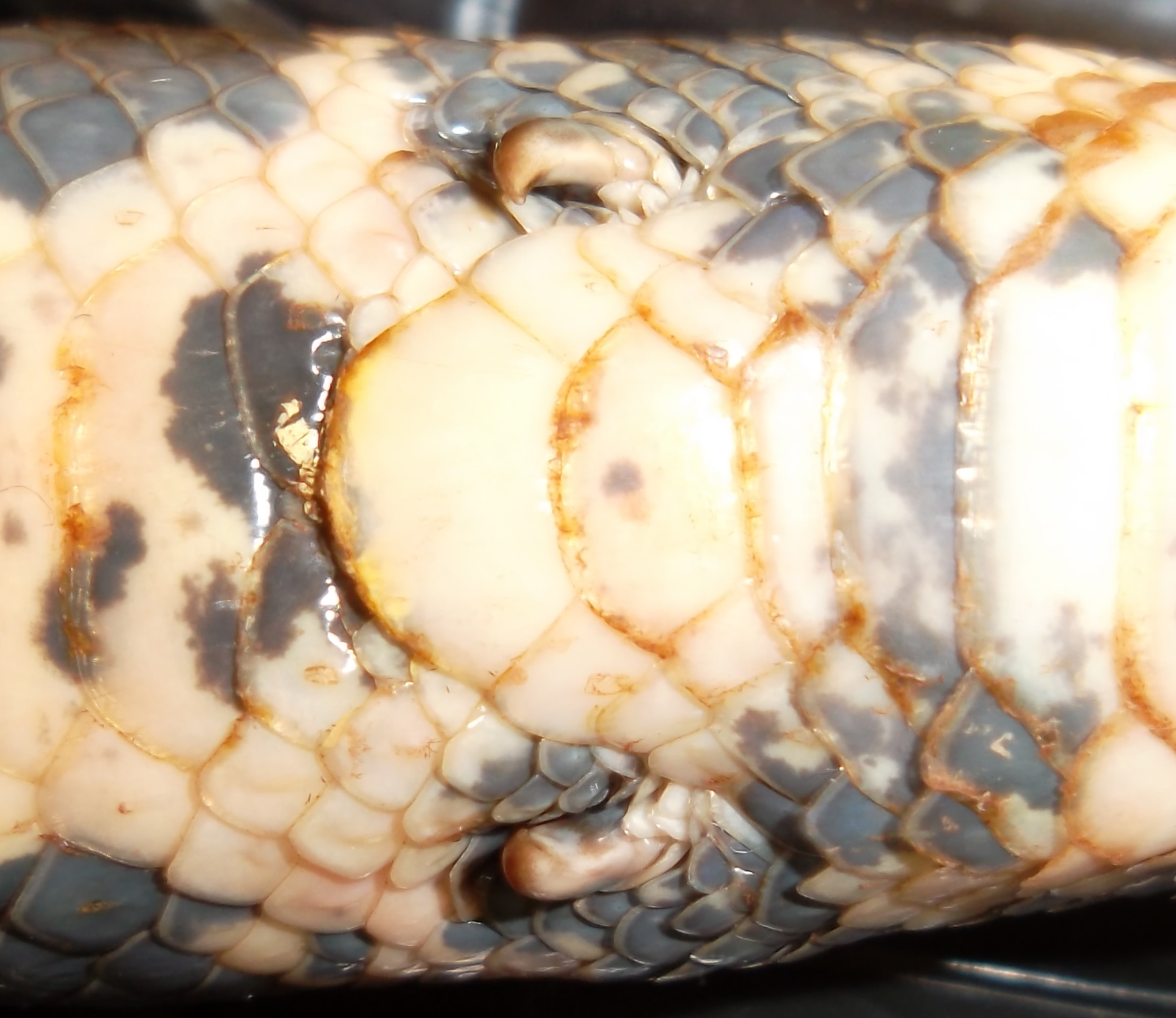
Kloakenregion einer Abgottschlange (Boa constrictor) mit Afterspornen

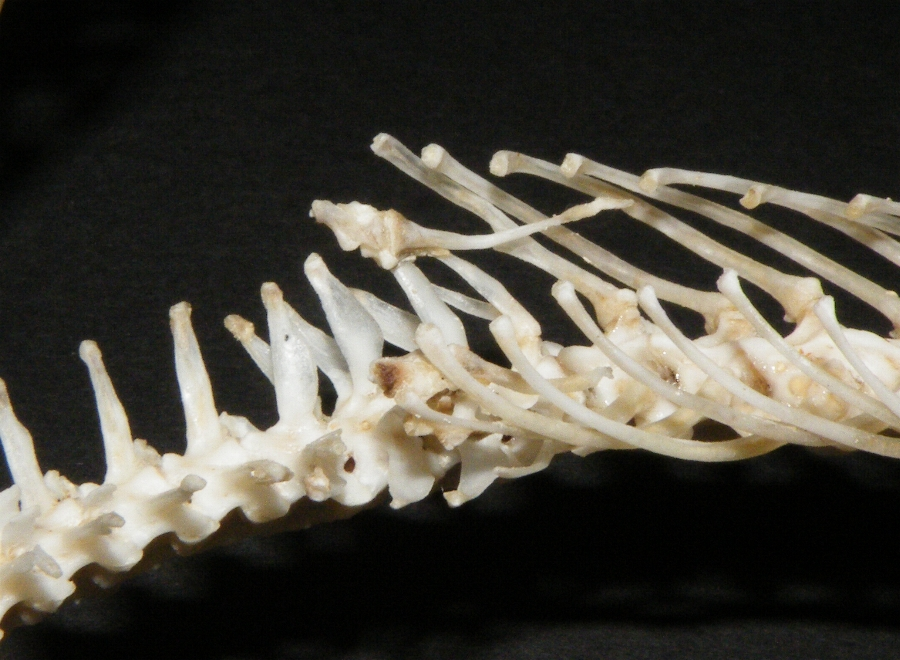
Skelett mit Aftersporn eines Boelen-Pythons (Simalia boeleni)

Aftersporne oder auch Afterklauen sind die rudimentären Überreste von Hinterextremitäten, die bei einigen Taxa der Schlangen existieren. Dabei handelt es sich um Teile des Beckens, die als Hinweis auf die evolutionäre Abstammung der Schlangen von vierbeinigen Reptilien angesehen werden. Entsprechend sind sie vor allem bei sehr basalen Taxa zu finden, etwa den Blindschlangen, Rollschlangen, Wühlschlangen, Walzenschlangen sowie den Boas und Pythons. Vor allem bei den beiden letzteren Familien ragen die Afterklauen gelegentlich beidseitig des Afters aus dem Körper heraus.
Aftersporne dienen bei manchen Arten dazu, den Partner beim Fortpflanzungsakt festzuhalten.